# 瀬尾礼子
瀬尾 礼子（せお れいこ、1971年3月31日。

## 略歴・人物
2021年8月にAVデビュー。
埼玉県出身。趣味・料理。

## 作品

### アダルトビデオ
- 初撮り五十路妻ドキュメント（8月19日、センタービレッジ）
- 初撮り五十路妻、ふたたび。（9月23日、センタービレッジ）
- 初撮り五十路妻、みたび。（10月21日、センタービレッジ）
- 我が家の美しい姑（11月18日、センタービレッジ）
- おじさん女上司と残業セックス中出しオフィス（12月23日、センタービレッジ）

- 声が出せない絶頂授業で10倍濡れる人妻教師（1月20日、センタービレッジ）
- 友達の母親 －最終章－（2月17日、センタービレッジ）
- 人妻痴漢電車 〜さわられた五十路母〜（3月17日、センタービレッジ）
- 「初めてがおじさんと生じゃいやかしら?」 童貞くんが人妻熟女と最高の筆下ろし性交（4月21日、センタービレッジ）
- 抜かずの六発中出し 近親相姦 密着交尾（5月19日、センタービレッジ）
- 美しい母と感汁ベロキス爆汗孕ませ性交（6月16日、センタービレッジ）
- 若い男性の精子が欲しくてファミレスで働く性欲旺盛なパート奥様と中出しセックス（7月21日、センタービレッジ）
- 「母さんみたいなおばさんが好きなの?」 熟女AVを見てるのがバレたら母親に中出ししてた（8月18日、センタービレッジ）
- 家庭訪問にやってきた担任教師に発情した母親のねっとり腰振り騎乗位セックス（9月15日、センタービレッジ）
- 三ツ星熟女ソープ 入店初日の泡姫と射精無制限で過ごすラッキーなひととき（10月13日、センタービレッジ）
- 媚薬を飲んで感度100倍 母と息子が狂ったように求めあう濃厚中出しセックス（10月25日、VENUS）◎
- ファンの自宅を空き巣訪問! 瀬尾礼子さんとしてみませんか 〜憧れの熟女と夢の中出しセックス〜（11月10日、センタービレッジ）
- 母の親友 瀬尾礼子（11月22日、VENUS）
- ホテルで働く淫乱コンシェルジュの中出し接客サービス（12月8日、センタービレッジ）
- 「おじさんの下着で興奮するの?」 脱ぎたてのパンティで甥っ子の精子を一滴残らず搾りとる叔母（12月20日、VENUS）

- ノーブラ浮き乳首を攻められて乳首イキ依存症になった母（1月12日、センタービレッジ）
- 礼子先生が言葉で好きなだけ甘えさせてくれる おとなの中出し保育園（1月24日、VENUS）
- 深夜になっても帰らない親父を健気に待つ義母に欲情 朝まで何度も中出しする略奪相姦 瀬尾礼子（2月28日、VENUS）
- わからせおばさんの悩殺ワキ固め～年増を舐めてる少年は大人の色気で堕とします～ 瀬尾礼子（3月30日、センタービレッジ）
- お堅い役所の女性職員に攻められっぱなしの中出し生活相談 私を女王様とお呼びなさい―。 瀬尾礼子（5月4日、センタービレッジ）
- 同棲中の狭い家に泊まりに来た彼女のママがイチャイチャする2人に発情して彼氏を誘惑する川の字中出しセックス 瀬尾礼子（5月23日、VENUS）
- S級熟女コンプリートファイル 瀬尾礼子 6時間（6月27日、VENUS）※単体ベスト
- 待望の電撃移籍!! 官能美熟女マドンナ降臨―!! 上京前、最愛の母親と過ごす最初で最後の3日間―。抜かずの追撃中出し母子相姦 瀬尾礼子（7月11日、MONROE）
- 官能美熟女 移籍第2弾!! 愛おしい私だけの息子 ―秘めた性愛に濡れる義母と息子 秘蜜の中出し個人レッスン― 瀬尾礼子（8月8日、MONROE）
- 瀬尾礼子 50歳 First Best 10作品8時間2枚組（8月17日、センタービレッジ）※単体ベスト
- 憧れの叔母に媚薬を盛り続けて10日後、ガンギマリ中出しハメ放題のアヘアヘ肉便器になった…。 瀬尾礼子（9月12日、MONROE）
- 義理の娘は男友達を呼び出して毎日、私を輪姦させています―。 瀬尾礼子（10月10日、MONROE）
- 家族皆が巣立った実家で、母と過ごす近親相姦の日々ー。 瀬尾礼子（12月12日、MONROE）

- セックスの相性抜群なパート妻・礼子さんと時間限定超濃密なショートタイム密会 僕は、毎回チ〇ポの萎える暇がないほど時短射精をしています…。 瀬尾礼子（1月9日、MONROE）
- 母と僕の妊活中出し性交―他人だと知った僕たちは夢中で種付けに溺れた― 瀬尾礼子（2月13日、MONROE）
- 私のやらしい、やらしい、デカ乳首を発狂するまで調教して下さい―。 瀬尾礼子（3月12日、MONROE）
- 濡れ透ける母の肢体―。同じ屋根の下で二人きり…。 ゲリラ豪雨の夜ー。母子グショ濡れ相姦 瀬尾礼子（4月9日、MONROE）
- 尋問 今晩、妻を責め立て寝取られの一部始終を白状させる―。 瀬尾礼子（5月14日、MONROE）
- 初めて出来たセフレを脱がしたら、衝撃の超敏感デカ乳首。 更に敏感にする為、鬼イキ地獄で鍛えまくった。 瀬尾礼子（6月11日、MONROE）
- 瀬尾礼子 待望の緊縛解禁 愛する夫も、仕事も、 全てを失った私は… 絶対服従の縄奴隷に堕ちました。（7月9日、MONROE）
- 「代償は身体で払ってもらいましょう…。」 貞淑妻は万引き娘の身代わり言いなり肉奴隷 瀬尾礼子（8月13日、MONROE）
- 卒業式の後… 厳しく指導してくれた女教師へ感謝と憎しみを込めた輪姦お礼参り 瀬尾礼子（9月10日、MONROE）
- 絶世のエロさを解き放つ五十路熟女 瀬尾礼子 Second Best 10作品8時間2枚組（9月5日、センタービレッジ）※単体ベスト
- 汗と愛液にまみれた肉体内申書 愛する息子の進学の為だったのに、私は身も心もカレに溺れてしまった…。 瀬尾礼子（10月8日、MONROE）
- 洗脳調教 催眠アプリでリストラ社員の 肉便器オナホに堕ちた傲慢社長婦人 瀬尾礼子（11月12日、MONROE）
- 最愛の母と飲み交わした一夜。酒と潮吹きに溺れて大人になった僕。 瀬尾礼子（12月10日、MONROE）

- 殉愛調教スイートルーム 息子の為… 肉体を捧げゆく母―。 瀬尾礼子（1月14日、MONROE）
- 「私ならナマでヤリ続けてもいいのよ…」 娘の彼氏と不貞を重ね続けた私… 旅先でハメを外して2泊3日の中出し温泉旅行 瀬尾礼子（2月11日、MONROE）
- オナ禁して狂い始めた俺を見かねて…。 母親が隙を見ては搾精してきます。 瀬尾礼子（3月11日、MONROE）
- 最愛の娘の彼氏と、 大痙攣エビ反り性交に溺れた私。 瀬尾礼子（4月8日、MONROE）
- ハメ撮りNTR 親友から誤送信された「ハメ撮り動画」に映っていた相手は僕の母だった。 瀬尾礼子（5月13日、MONROE）
- 恥辱の言いなり肉便器旅行 超《絶倫》極悪男に、孕むまで何度も中出しされ続けた1泊2日。 瀬尾礼子（6月10日、MONROE）
- 口辱 いつも文句を言ってくる隣の口うるさい主婦を毎回チ〇ポで黙らせる口封じイラマレ×プ 瀬尾礼子（7月8日、MONROE）
- 瀬尾礼子 MONROE専属 BEST 17本番8時間（7月29日、MONROE）※単体ベスト
- 帰省したら、祖父と母がデキていた。あの日、見てしまった出来事が僕を生涯≪熟女好き≫に変えた―。 瀬尾礼子（8月12日、MONROE）

### アダルトVR
- 瀬尾礼子初VR 超高画質8K 大好きな叔母を媚薬堕ちさせてガンギマリ乳首責め アヘ顔晒して狂ったようにイキまくるオホ声中出し性交（2025年7月18日、マドンナ）